# Ciawitali
Ciawitali is een bestuurslaag in het regentschap Sumedang van de provincie West-Java, Indonesië. Ciawitali telt 1565 inwoners (volkstelling 2010).